# Departament de Cultura de la Generalitat de Catalunya
El conseller de Cultura de la Generalitat de Catalunya és el màxim representant del departament de cultura. L'actual consellera de Cultura és Sònia Hernández des del 12 d'agost de 2024. Té la seu al palau Marc, a la Rambla de Barcelona. La seva missió és la promoció, cooperació i difusió cultural. Entre les seves funcions s'inclou la gestió del patrimoni cultural, arxius i museus, la de les indústries culturals, la cultura tradicional i popular catalana, els equipaments culturals i la promoció i foment de la llengua catalana.

## Organització
L'organització vigent del Departament entrà en vigor el 22 de juny del 2021 amb el Decret 257/2021 de reestructuració del Departament de Cultura amb l'objectiu d'unificar la normativa vigent i de millorar l'organització interna, quedant estructurat de la manera següent:
D'una banda, hi ha una Direcció de Serveis, amb rang orgànic de direcció general, que exerceix les funcions d'administració, règim interior i gestió dels serveis comuns del Departament, sota la direcció de la Secretaria General. D'altra banda, el Departament de Cultura s'estructura en quatre direccions generals i una secretaria, que són les unitats directives fonamentals tant en l'actuació sectorial com en la prestació de serveis. En destaca com a novetat la Direcció General d'Innovació i Cultura Digital, que neix a partir d'una àrea de l'ICEC per convertir-se en Direcció General.
- Gabinet de la Consellera de Cultura
- Secretaria General de Cultura
- Direcció General del Patrimoni Cultural
- Direcció General de Promoció Cultural i Biblioteques
- Direcció General de Cultura Popular i Associacionisme Cultural
- Direcció General d'Innovació i Cultura Digital
- Institució de les Lletres Catalanes
- Institut Català de les Empreses Culturals (ICEC)
- Secretaria de Política Lingüística
- Consell Nacional de la Cultura i de les Arts (CoNCA)[3]

## Llista de consellers
| #                                               | Legislatura                        | Nom                                | Nom                                | Inici mandat                       | Fi mandat                          | Partit polític                        | Partit polític                        |
| Conselleria de Cultura (1932-1939)              | Conselleria de Cultura (1932-1939) | Conselleria de Cultura (1932-1939) | Conselleria de Cultura (1932-1939) | Conselleria de Cultura (1932-1939) | Conselleria de Cultura (1932-1939) | Conselleria de Cultura (1932-1939)    | Conselleria de Cultura (1932-1939)    |
| ----------------------------------------------- | ---------------------------------- | ---------------------------------- | ---------------------------------- | ---------------------------------- | ---------------------------------- | ------------------------------------- | ------------------------------------- |
| 1                                               | 1932-1933                          |                                    | Ventura Gassol                     | 19 de desembre de 1932             | 6 d'octubre de 1934                |                                       | Esquerra Republicana de Catalunya     |
| 1                                               | 1934-1939                          | 1 de març de 1936                  | Ventura Gassol                     | 17 de desembre de 1936             |                                    |                                       | Esquerra Republicana de Catalunya     |
| 2                                               | 1934-1939                          |                                    | Antoni Maria Sbert                 | 17 de desembre de 1936             | 3 d'abril de 1937                  |                                       | Esquerra Republicana de Catalunya     |
| 3                                               | 1934-1939                          | Josep Tarradellas                  | Josep Tarradellas                  | 3 d'abril de 1937                  | 16 d'abril de 1937                 |                                       | Esquerra Republicana de Catalunya     |
| -                                               | 1934-1939                          |                                    | Antoni Maria Sbert                 | 16 d'abril de 1937                 | 5 de maig de 1937                  |                                       | Esquerra Republicana de Catalunya     |
| 4                                               | 1934-1939                          |                                    | Carles Martí i Feced               | 5 de maig de 1937                  | 29 de juny de 1937                 |                                       | Esquerra Republicana de Catalunya     |
| 5                                               | 1934-1939                          |                                    | Carles Pi i Sunyer                 | 29 de juny de 1937                 | 5 de febrer de 1939                |                                       | Esquerra Republicana de Catalunya     |
| Conselleria d'Ensenyament i Cultura (1977-1980) |                                    |                                    |                                    |                                    |                                    |                                       |                                       |
| 6                                               | provisional                        |                                    | Pere Pi-Sunyer                     | 5 de desembre de 1977              | 8 de maig de 1980                  |                                       | Convergència Democràtica de Catalunya |
| Conselleria de Cultura (1980-actualitat)        |                                    |                                    |                                    |                                    |                                    |                                       |                                       |
| 7                                               | I                                  | Max Cahner                         | Max Cahner                         | 8 de maig de 1980                  | 18 de juny de 1984                 |                                       | Convergència Democràtica de Catalunya |
| 8                                               | II                                 | Joan Rigol                         | Joan Rigol                         | 18 de juny de 1984                 | 19 de desembre de 1985             | Unió Democràtica de Catalunya         |                                       |
| 9                                               | II                                 | Joaquim Ferrer                     | Joaquim Ferrer                     | 19 de desembre de 1985             | 4 de juliol de 1988                | Convergència Democràtica de Catalunya |                                       |
| 10                                              | III                                |                                    | Joan Guitart                       | 4 de juliol de 1988                | 15 d'abril de 1992                 | Convergència Democràtica de Catalunya |                                       |
| 10                                              | IV                                 | 15 d'abril de 1992                 | Joan Guitart                       | 11 de gener de 1996                |                                    | Convergència Democràtica de Catalunya |                                       |
| 10                                              | V                                  | 11 de gener de 1996                | Joan Guitart                       | 7 de juny de 1996                  |                                    | Convergència Democràtica de Catalunya |                                       |
| 11                                              | V                                  |                                    | Joan Maria Pujals                  | 7 de juny de 1996                  | 29 de novembre de 1999             | Convergència Democràtica de Catalunya |                                       |
| 12                                              | VI                                 | Jordi Vilajoana                    | Jordi Vilajoana                    | 29 de novembre de 1999             | 17 de desembre de 2003             | Convergència Democràtica de Catalunya |                                       |
| 13                                              | VII                                | Caterina Mieras                    | Caterina Mieras                    | 17 de desembre de 2003             | 20 d'abril de 2006                 |                                       | Partit dels Socialistes de Catalunya  |
| 14                                              | VII                                | Ferran Mascarell                   | Ferran Mascarell                   | 20 d'abril de 2006                 | 29 de novembre de 2006             |                                       | Partit dels Socialistes de Catalunya  |
| 15                                              | VIII                               | Joan Manuel Tresserras             | Joan Manuel Tresserras             | 29 de novembre 2006                | 29 de desembre de 2010             |                                       | Esquerra Republicana de Catalunya     |
| 16                                              | IX                                 | Ferran Mascarell                   | Ferran Mascarell                   | 29 de desembre de 2010             | 25 de novembre de 2012             |                                       | Independent                           |
| 16                                              | X                                  | Ferran Mascarell                   | Ferran Mascarell                   | 22 de desembre de 2012             | 14 de gener de 2016                |                                       | Independent                           |
| 17                                              | XI                                 | Santi Vila                         | Santi Vila                         | 14 de gener de 2016                | 5 de juliol de 2017                |                                       | Partit Demòcrata Europeu Català       |
| 18                                              | XI                                 | Lluís Puig                         | Lluís Puig                         | 5 de juliol de 2017                | 28 d'octubre de 2017               |                                       | Partit Demòcrata Europeu Català       |
| 19                                              | XII                                | Laura Borràs                       | Laura Borràs                       | 29 de maig de 2018                 | 24 de març de 2019                 |                                       | Independent                           |
| 20                                              | XII                                | Mariàngela Vilallonga              | Mariàngela Vilallonga              | 24 de març de 2019                 | 3 de setembre de 2020              |                                       | Independent                           |
| 21                                              | XII                                | Àngels Ponsa                       | Àngels Ponsa                       | 3 de setembre de 2020              | 26 de maig de 2021                 |                                       | Junts per Catalunya                   |
| 22                                              | XIII                               | Natàlia Garriga                    | Natàlia Garriga                    | 26 de maig de 2021                 | 12 d'agost de 2024                 |                                       | Esquerra Republicana de Catalunya     |
| 23                                              | XV                                 | Sònia Hernández                    | Sònia Hernández                    | 12 d'agost de 2024                 | En el càrrec                       |                                       | Independent                           |